# Volksmarine

Volksmarine (en alemany vol dir Armada Popular) era el nom de la marina de guerra de la República Democràtica Alemanya (RDA). L'Armada Popular era part de l'Exèrcit Popular Nacional, establert el 1956.

## Història
Poc després del final de la Segona Guerra Mundial, i amb l'inici de la Guerra Freda, la Unió de Repúbliques Socialistes Soviètiques va començar a col·laborar amb la República Democràtica Alemanya en la construcció de les seves forces armades, incloent-hi la formació gradual d'una Marina de guerra.
El 1950, oficials de l'Armada Soviètica van ajudar a establir la Seepolizei Hauptverwaltung (Administració Central de Policia Marítima), que va passar a denominar-se Volkspolizei-See (Policia Popular del Mar) l'1 de juliol de 1952. Al mateix temps, les restes de l'antiga policia marítima es van reorganitzar en el nou Grenzpolizei-See (Policia Fronterera del Mar) per tal de protegir les fronteres marítimes, i van ser incorporats a la Deutsche Grenzpolizei (Policia Fronterera Alemanya), creada el 1946.
L'any 1952, la Volkspolizei tenia al voltant de 8.000 membres entre el seu personal.
L'1 de març de 1956, l'Alemanya Democràtica va crear formalment la seva Nationale Volksarmee (NVA, Exèrcit Nacional Popular) i el Volkspolizei-See va ser convertit en el Verwaltung Seestreitkräfte der NVA (Administració de les Forces Marítimes del NVA) amb prop de 10,000 homes. El novembre de 1960 aquestes forces marítimes van ser designades oficialment Volksmarine (Armada Popular). Durant els anys següents, la Volksmarine va rebre gradualment una sèrie de vaixells nous, la majoria construïts a l'Alemanya Democràtica. Només els vaixells de defensa costanera, i algunes de les llanxes torpederes van ser proporcionades per la Unió Soviètica, mentre que els helicòpters i algunes embarcacions auxiliars van ser adquirits a Polònia.
El 13 d'agost de 1961, la Grenzbrigade Küste der Grenzpolizei (GBK, Brigada Costera de la Policia Fronterera) es va incorporar a l'Armada Popular. Amb la reorganització el 1965 de totes les forces d'atac, els pots torpediners ràpids es van combinar en una única flota (la 6a Flota) i es van estacionar a la península de l'illa de Rügen. A la dècada dels 70 l'Armada Popular tenia prop de 18,000 homes. A la dècada dels 80 alguns dels vaixells van ser reemplaçats i es van adquirir caces bombarders de fabricació soviètica.
L'nay 1988, l'Armada Popular va tenir breus enfrontaments hostils amb les forces navals poloneses per una disputa de fronteres marítimes, i en les posteriors negociacions, al voltant de dos terços de la zona marítima en disputa van ser assignats a l'Alemanya Democrática.
L'Armada Popular es va dissoldre, com les altres branques de l'Exèrcit Popular Nacional, el 2 d'octubre de 1990 - el dia abans de la reunificació alemanya. Una part del seu personal va ser absorbit per la Bundesmarine, (que s'anomena des d'aleshores Deutsche Marine), i una altra part van integrar-se a la Policia de Fronteres d'Alemanya. La majoria dels vaixells i altres equipaments van ser rebutjats o venuts.